# Климець Олександр Сергійович
Олександр Сергійович Климець (нар. 14 лютого 2000) — український футболіст, що грає на позиції захисника.

## Клубна кар'єра
Олександр Климець розпочав заняття футболом у ковельській ДЮСШ, пізніше продовжив вдосконалення своєї спортивної майстерності у володимир-волинському клубі «БРВ-ВІК». У володимир-волинській юнацькій команді Климець грав до 2017 року, після чого став гравцем аматорської команди з Мукачевого «Мункач», був його кращим бомбардиром. На початку 2018 року Олександр Климець став гравцем команди української першої ліги «Волинь» з Луцька. Дебютував у новій команді футболіст 13 квітня 2018 року в матчі з командою «Оболонь-Бровар», вийшовши на заміну замість Євгена Зарічнюка. За підсумками 18-го туру першості 2018—2019 років Олександр Климець включений до символічної збірної туру першої ліги. На початку 2019 року футбольний сайт «Transfermarkt» включив Олександра Климця до першої п'ятірки молодих українських футболістів 2000 року народження за трансферною вартістю. 28 березня 2019 року Олександр Климець забив свій перший м'яч у професійному футболі, довершивши розгром із рахунком 7-0 у матчі з ФК «Суми». Після початку російського вторгнення в Україну та призупинення виступів «Волині» в чемпіонатах України Олександр Климець на початку сезону 2022—2023 років перейшов до складу команди першої ліги «Карпати» зі Львова.

## Виступи за збірні
На початку 2016 року Олександр Климець отримав запрошення до юнацької збірної України, яка брала участь у Кубку Егейського моря в Туреччині. На турнірі, на якому українська команда зайняла 4 місце, футболіст зіграв 2 матчі з юнацькими збірними Чехії та Туреччини.